# Ascaltis agassizii
Ascaltis agassizii är en svampdjursart som beskrevs av Ernst Haeckel 1872. Ascaltis agassizii ingår i släktet Ascaltis och familjen Leucascidae. Inga underarter finns listade i Catalogue of Life.